# Rasin (Musikrichtung)

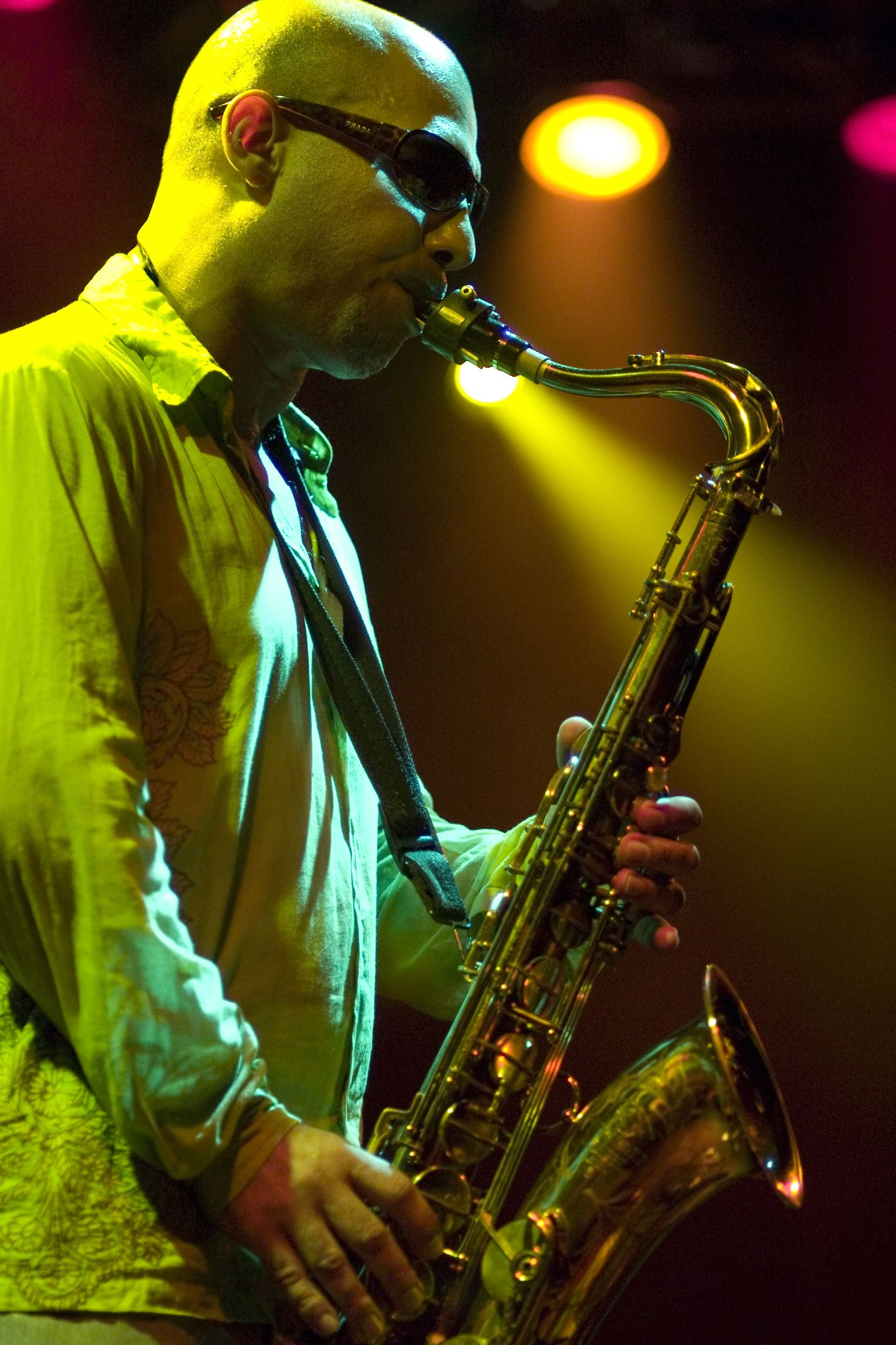
Jacques Schwarz-Bart, einer der bekanntesten Rasin-Interpreten

Rasin (haitianisches Kreolisch: Mizik rasin; französisch: racine) ist ein Musikstil, der in den 1970er Jahren in Haiti entstand. Er verbindet Elemente der traditionellen haitianischen Voodoo-Religion und ihrer Zeremonien sowohl mit folkloristischen Stilrichtungen als auch Elementen des Rock ’n’ Roll.

## Merkmale
Die im haitianischen Voodoo-Kult verwendete Musik besteht sowohl aus „kühlen“ Rada-Rhythmen, die oft mit afrikanischer Folklore assoziiert werden, als auch „heißen“ südamerikanischen Rhythmen. Rasin-Bands lassen beide Stile in ihre Musik einfließen. Über die grundlegenden Bläser- und Trommelrhythmen werden Melodien gelegt, die Strukturen aus Rock ’n’ Roll und Jazz enthalten. Die Rasin-Besetzung kann eine Vielzahl von Trommeln, Rara-Hörner, Keyboards, elektrische Gitarren, einen elektrischen Bass, einen oder mehrere Sänger und weitere Schlagzeuger umfassen.
Die Texte der Rasin-Songs sind überwiegend in der Kreolsprache Haitis verfasst und enthalten oft traditionelle Voodoo-Bezüge. In den Liedern geht es um traditionelle Voodoo-Themen wie Bespitzelung und Hinterlist, das Gefühl, verloren oder entfremdet zu sein, das Bedürfnis nach Urteil und Gerechtigkeit oder den Drang, sich wieder mit der angestammten Kultur des Landes zu verbinden. Einige Rasin-Lieder basieren auf Gebeten, die an bestimmte Gottheiten gerichtet sind, andere sind Balladen, die sich auf die haitianische Mythologie beziehen. Viele Lieder enthalten mehrere Bedeutungsebenen und können als sozialer oder politischer Kommentar interpretiert werden. Die Lieder betonen oft spirituelle Botschaften wie Toleranz, Glaube, Gerechtigkeit und universelle Liebe. Die Musik ist schwungvoll und rhythmisch und wie die Musik der Voodoo-Zeremonien zum Tanzen gedacht.

## Geschichte
Unter dem Regime von François Duvalier und seinem Sohn Jean-Claude Duvalier eignete sich der Staat die Autorität der religiösen Voodoo-Mythen an und machte ausgiebig Gebrauch von religiösen Führern und Traditionen, um ihre brutale Autorität durchzusetzen. Als Jean-Claude Duvalier im Jahr 1986 aus dem Land floh, wurden im Rahmen einer weit verbreiteten Säuberung die repressivsten Elemente der Diktatur beseitigt und versucht, die Voodoo-Religion aus ihren Verstrickungen mit dem Staat zu lösen. Musiker übernahmen traditionelle Rhythmen, Texte und Instrumente der Voodoo-Musik in einen neuen Sound. Die Entwicklung zog auch haitianisch-amerikanische Künstler und Mitglieder der haitianischen Diaspora an, die nach dem Sturz der Duvaliers in das Land zurückkehrten.
Rasin-Songs behandeln oft implizit oder explizit politische Themen. So entstand der Song „Vaksine“ („Impfung“) als Teil einer UN-Impfkampagne. „Ke'm Pa Sote“ („Ich habe keine Angst“) von Boukman Eksperyans war das beliebteste Lied beim Karneval 1990 in Port-au-Prince und wurde allgemein als Kritik an der korrupten Militärregierung von General Prosper Avril verstanden. Erstmals während des Karnevals 1992 in Port-au-Prince, nur wenige Monate nach dem Sturz der Präsidentschaft von Jean-Bertrand Aristide durch einen Militärputsch, spielte die Gruppe Ram regelmäßig ein Lied mit dem Titel „Fèy“, dem kreolischen Wort für „Blatt“. Der Text des Liedes hatte einen folkloristischen Voodoo-Ursprung. Obwohl das Lied keine offensichtlichen Bezüge zur politischen Situation aufwies, wurde es häufig im Radio gespielt und sofort im ganzen Land als inoffizielle Hymne zur Unterstützung von Aristide verwendet. Im Sommer 1992 wurde das Spielen oder Singen des Liedes von den Militärs verboten, und der Gründer der Band, Richard Morse, erhielt Morddrohungen vom Regime.

## Beispiele
- Der aus Guadeloupe stammende Saxophonist Jacques Schwarz-Bart ist einer der prominentesten Interpreten des Rasin-Stils.[9]
- Wöchentlich finden Rasin-Konzerte der Gruppe Ram von Richard Morse im Hotel Oloffson, Port-au-Prince, statt.